# Rondeletia elliptica
Rondeletia elliptica är en måreväxtart som beskrevs av Ignatz Urban. Rondeletia elliptica ingår i släktet Rondeletia och familjen måreväxter. Inga underarter finns listade i Catalogue of Life.